# Turleigh
Turleigh – osada w Anglii, w hrabstwie Wiltshire. Leży 46 km na północny zachód od miasta Salisbury i 151 km na zachód od Londynu.